# معرض الفن المنحط
معرض الفن المنحط (بالألمانية: Die Ausstellung "Entartete Kunst")‏ كان معرضًا فنيًا نظمه أدولف تسيغلر والحزب النازي في ميونيخ من 19 يوليو إلى 30 نوفمبر 1937. قدم المعرض 650 عملاً فنياً، صودرت من المتاحف الألمانية، وتم عرضها في مقابل معرض الفن الألماني العظيم بالتزامن. قبل يوم واحد من بدء المعرض، ألقى هتلر خطابًا أعلن فيه «الحرب التي لا ترحم» على التفكك الثقافي، وهاجم «صناديق الثرثرة والمحتالين على الفن». تم تعريف الفن المنحل على أنه أعمال «تهين الشعور الألماني، أو تدمر أو تربك الشكل الطبيعي أو تكشف ببساطة عن عدم وجود مهارة فنية كافية». حضر المعرض مليون شخص في الأسابيع الستة الأولى. وعلق أحد الناقدين الأمريكيين قائلاً «ربما يكون هناك الكثير من الناس - عشاق الفن - في بوسطن، الذين سيقفون إلى جانب هتلر في هذا التطهير».

## خلفية

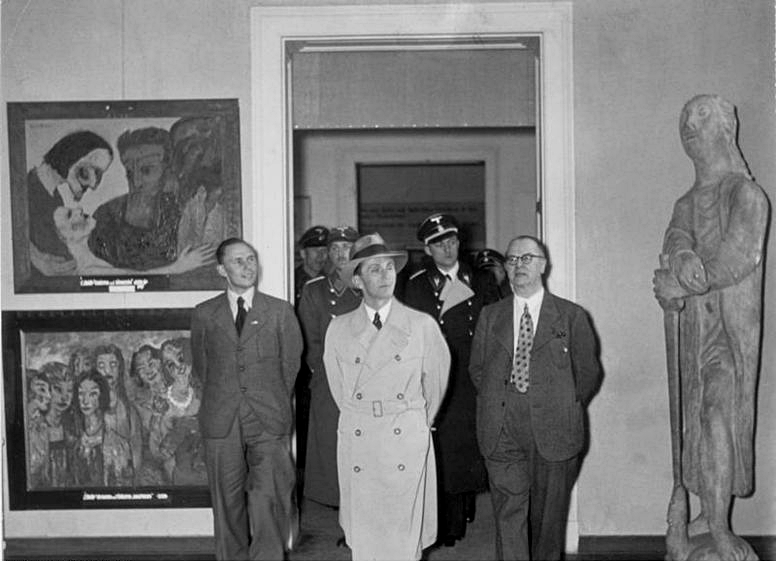
يوزف غوبلز يطل على معرض الفن المنحل

تبع صعود هتلر إلى السلطة في 30 يناير 1933 بسرعة إجراءات تهدف إلى تطهير ثقافة ما يسمى الانحطاط: تم تنظيم عمليات حرق الكتب، وتم فصل الفنانين والموسيقيين من مناصب التدريس، وتم استبدال أمناء المتاحف بأعضاء الحزب. في سبتمبر 1933، تم تأسيس غرفة ثقافة الرايخ، ويديرها جوزيف جوبلز، Reichminister für Volksaufklärung und Propaganda لهتلر (وزير الرايخ للتنوير العام والدعاية).
على الرغم من أن غوبلز وبعض المعجبين الآخرين بأعمال الفنانين التعبيريين مثل إميل هانسن وإرنست بارلاخ وErich Heckel، فصيل بقيادة ألفريد روزنبرغ احتقر التعبريين، وكانت النتيجة نزاعًا أيديولوجيًا مريرًا تمت تسويته فقط في سبتمبر 1934، عندما أعلن هتلر - الذي ندد بالفن الحديث وممارسيه بأنه «غير كفء، غش ومجنون» -  أنه لن يكون هناك مكان للتجربة الحداثية في الرايخ.
في النصف الأول من عام 1937، كانت الاستعدادات جارية لـ Große Deutsche Kunstausstellung («معرض الفن الألماني العظيم»)، والذي كان من المقرر عرض الفن الذي وافق عليه النازيون. أسفرت دعوة مفتوحة للفنانين الألمان عن تقديم 15000 عمل إلى لجنة تحكيم المعرض، والتي شملت حلفاء غوبلز. عندما عرضت الأعمال التي اختاروها للمعرض لهتلر للحصول على موافقته، غضب. رفض هتلر هيئة المحلفين وعين مصوره الشخصي هاينريش هوفمان لإجراء اختيار جديد.
تم التحضير للمعرض على عجل، ليتم تقديمه بالتزامن مع Große Deutsche Kunstausstellung («معرض الفن الألماني العظيم») المقرر افتتاحه في 18 يوليو 1937. تقليدًا لهتلر، قدم زيغلر نقدًا هادئًا للفن الحديث في افتتاح معرض الفن المنحل في 19 يوليو 1937.